# First Essay for Orchestra

L’Essay for Orchestra (opus 12), achevé au milieu de 1938, est une œuvre pour orchestre en un mouvement du compositeur américain Samuel Barber.

## Historique
Barber a rencontré Toscanini à plusieurs reprises en 1933 et le conducteur de renommée mondiale a dit Barber qu'il aimerait jouer une de ses œuvres. Ce fut un grand honneur pour le jeune compositeur, en particulier parce que Toscanini a rarement créé des œuvres de compositeurs contemporains ou américains. Barber a présenté son travail à Toscanini en 1938.
L’Essay a été créé par Arturo Toscanini et par l'Orchestre symphonique de la NBC le 5 novembre 1938 à New York lors d'un concert radiodiffusé, au cours duquel a été créé également l’Adagio pour cordes du même compositeur. L’Essay est maintenant connu comme le « First Essay for Orchestra » après que Barber a composé son Second Essay for Orchestra en 1942 et son Third Essay for Orchestra en 1978.

## Analyse
L’Essay est de la musique pure, et non une musique à programme. Il ressemble au premier mouvement d'une symphonie sans en être un.
Il dure à peu près huit minutes et est dédié « à C. E.» .

## Enregistrements
- Eugene Ormandy et l'Orchestre de Philadelphie l'ont enregistré en 1942 pour RCA Victor à l'Académie de musique.
- Leonard Slatkin et l'Orchestre symphonique de Saint-Louis ont enregistré les trois Essays for Orchestra de Barber.